# Chery IndiS
Cherry Eandis — кроссовер, выпускаемый под маркой Chery. Разработан совместно с итальянскими инженерами на базе малолитражки Chery A1.

## Описание автомобиля
Автомобиль имеет пятидверный кузов длиной 3,86 метра. Передняя подвеска — независимая, типа Макферсон, задняя — зависимая, пружинная. Тормоза дисковые на всех колесах
На машину устанавливается бензиновый двигатель объемом 1,3 литра и мощностью 83 л. с. (62 кВт). Привод — на передние колеса. Коробка передач — механическая, пятиступенчатая. С конца июля 2012 года производитель запустил в России продажи кроссовера с роботизированной коробкой переключения передач. Трансмиссия разрабатывалась совместно с итальянской фирмой Magneti Marelli.